# Évêchés de Normandie
La Normandie n'apparaît comme ensemble politique qu'à partir de 911 avec le traité de Saint-Clair-sur-Epte, et il faut attendre encore quelques années pour que l'ensemble tel que nous le connaissons soit formé.
La province ecclésiastique se fonde sur la trame administrative romaine, ayant pour cadre géographique la province de IIe Lyonnaise en l'occurrence.

## Antiquité
La région fut christianisée à partir du IIIe siècle, vraisemblablement par des missionnaires de Lyon pour la Haute-Normandie (Rouen et Lyon étant liées par des échanges commerciaux). 
L'usage veut que ce soit saint Nicaise qui évangélisa le Vexin au IIIe siècle et fut martyrisé avec ses compagnons sur les bords de l'Epte avant d'atteindre Rouen. Saint Mellon qui était probablement disciple de saint Nicaise, devint le premier évêque de Rouen. 
La Basse-Normandie, et surtout l'Orne et la Manche, région de forêt et de bocage relativement impénétrable (peu ou pas de vestiges de la période gallo-romaine) fût christianisée beaucoup plus tardivement. Il semble que ce soit saint Martin de Tours (316-397) et ses disciples qui évangélisèrent les premiers la région. On note plus tard l'influence des saints bretons (Saint Samson (495-565), Saint Clair) dans le sud ouest et celle des saints ermites dont certains, selon  René Bansard, auraient pu donner des éléments à la Matière de Bretagne. On retrouve ainsi Saint Ernier, Saint Orthaire, Sainte Radeguonde, Saint Fraimbault (500-570) à Lassay dans le nord du Maine voisin, Saint Evroult (627-706) à Mortain. 
| Nom                           | Superficie | Date de création | Fondateur             |
| ----------------------------- | ---------- | ---------------- | --------------------- |
| Évêché de Rouen (évêques)     | ...        | IIIe siècle      | saint Mellon          |
| Évêché d'Avranches (évêques)  | ...        | IVe siècle       | saint Léonce          |
| Évêché de Bayeux (évêques)    | ...        | IVe siècle       | saint Exupère         |
| Évêché d'Évreux (évêques)     | ...        | IVe siècle       | saint Taurin d'Évreux |
| Évêché de Coutances (évêques) | ...        | Ve siècle        | saint Éreptiole       |
| Évêché de Séez (évêques)      | ...        | Ve siècle        | saint Latuin de Sées  |
| Évêché de Lisieux (évêques)   | ...        | VIe siècle       | Thibaud               |

La structure et les limites des différents évéchés ont peu varié après leur constitution. Sur la carte, on note de petites enclaves limitées à quelques paroisses ( évêché de Lisieux  : « l’exemption » de Saint-Cande et vers Nonant, archevêché de Rouen : à Laize-la-Ville).

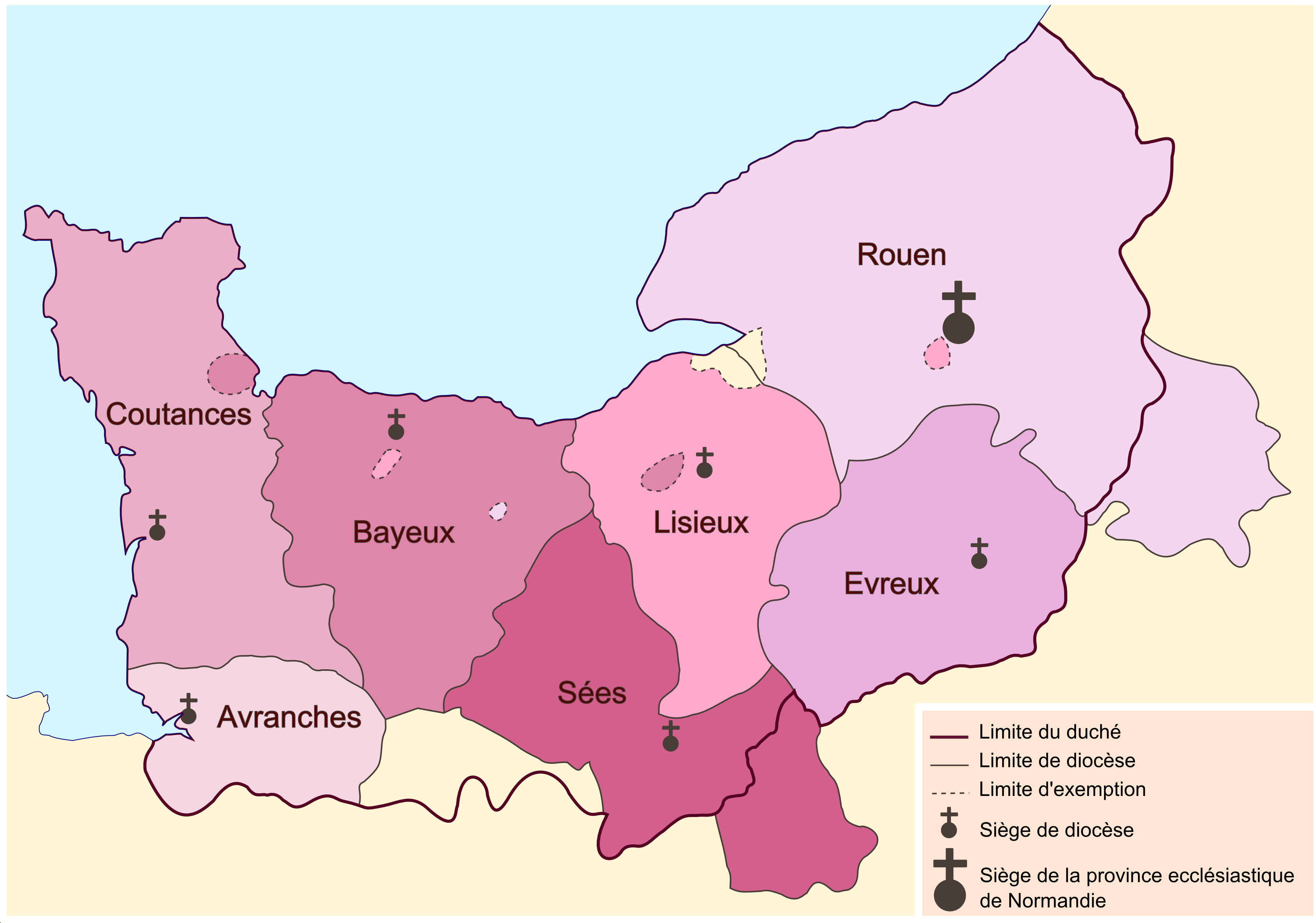
La province ecclésiastique de Normandie avant 1802

Les grandes enclaves datent d'avant les Normands : 
- Cambremer (du diocèse de Bayeux dans celui de Lisieux),
- Sainte-Mère-Église (du même diocèse de Bayeux dans celui de Coutances),
- « l’exemption » de Saint-Samson : enclave du diocèse breton de Dol dans celui de Rouen autour de la basse Risle.

## Galerie

Palais épiscopaux et cathédrales
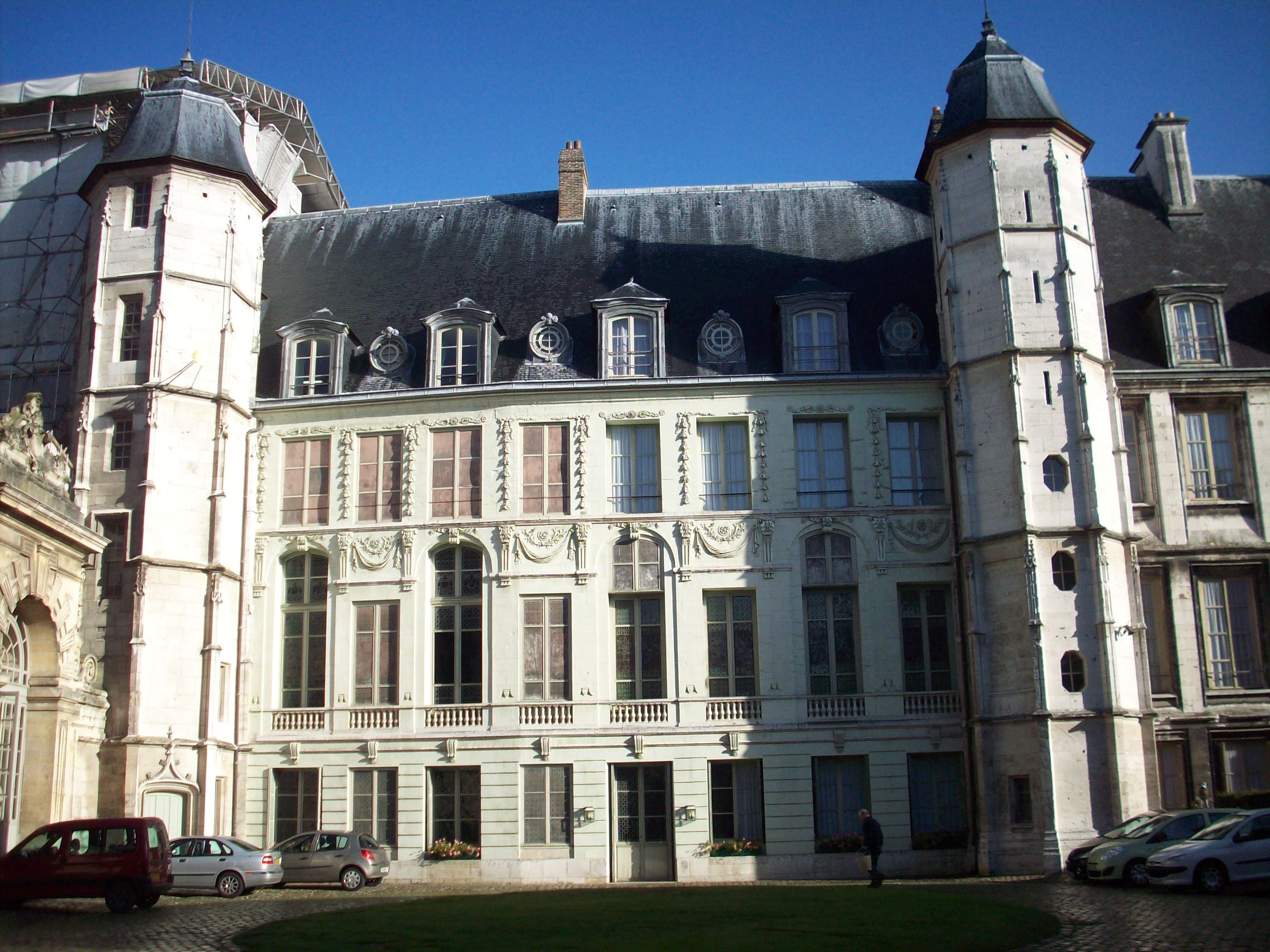
Palais archiépiscopal de Rouen
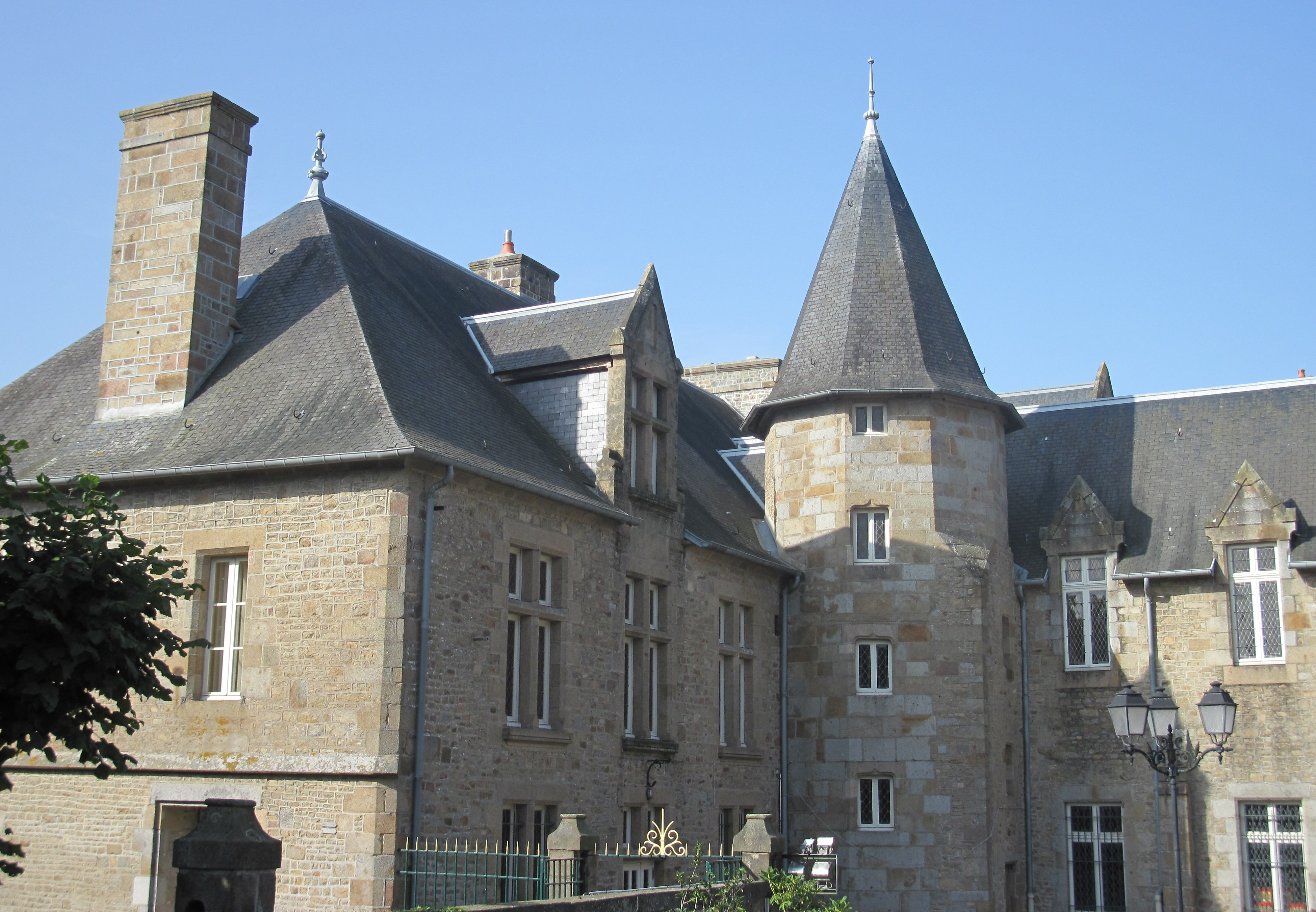
Palais épiscopal d'Avranches
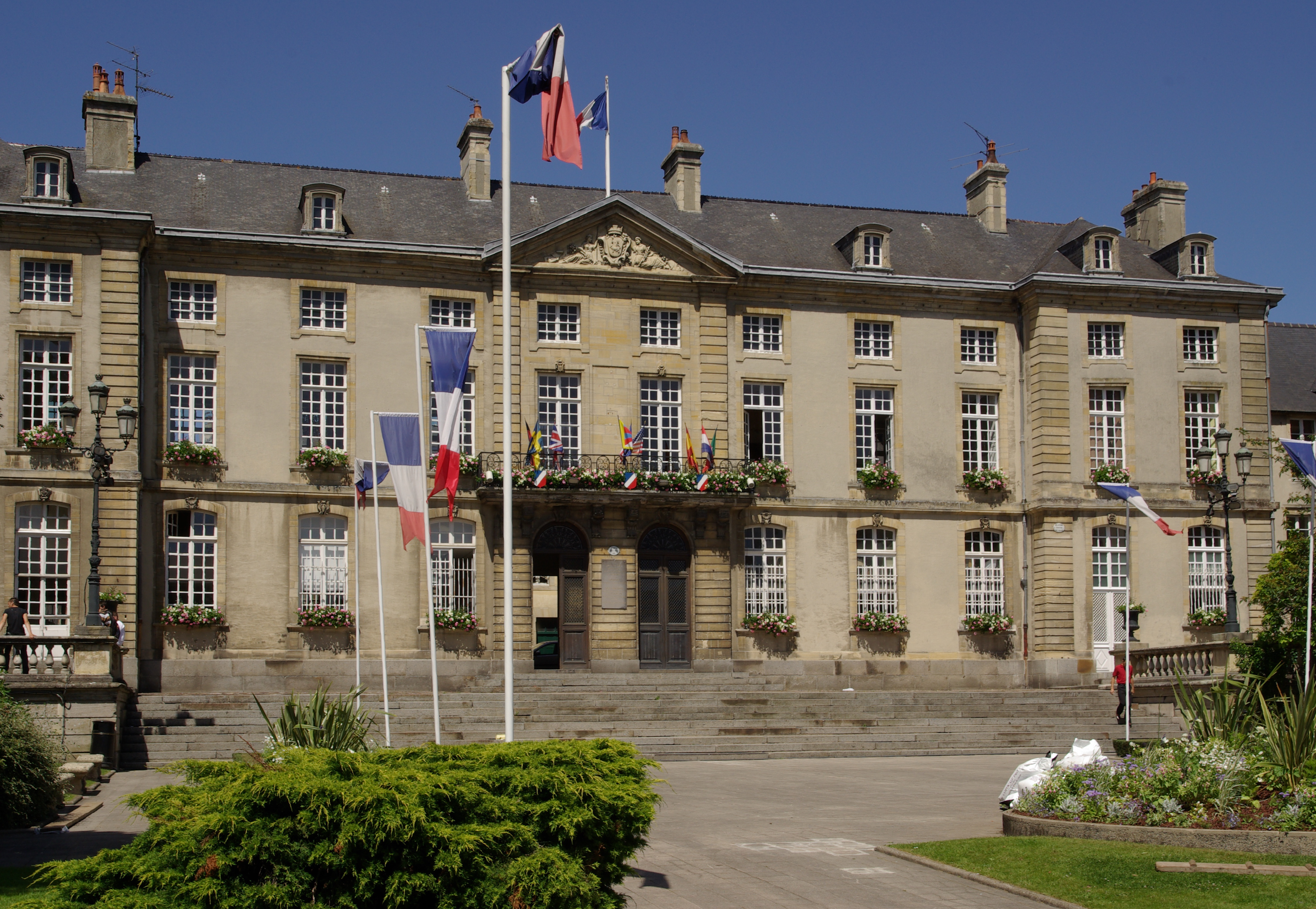
Palais épiscopal de Bayeux
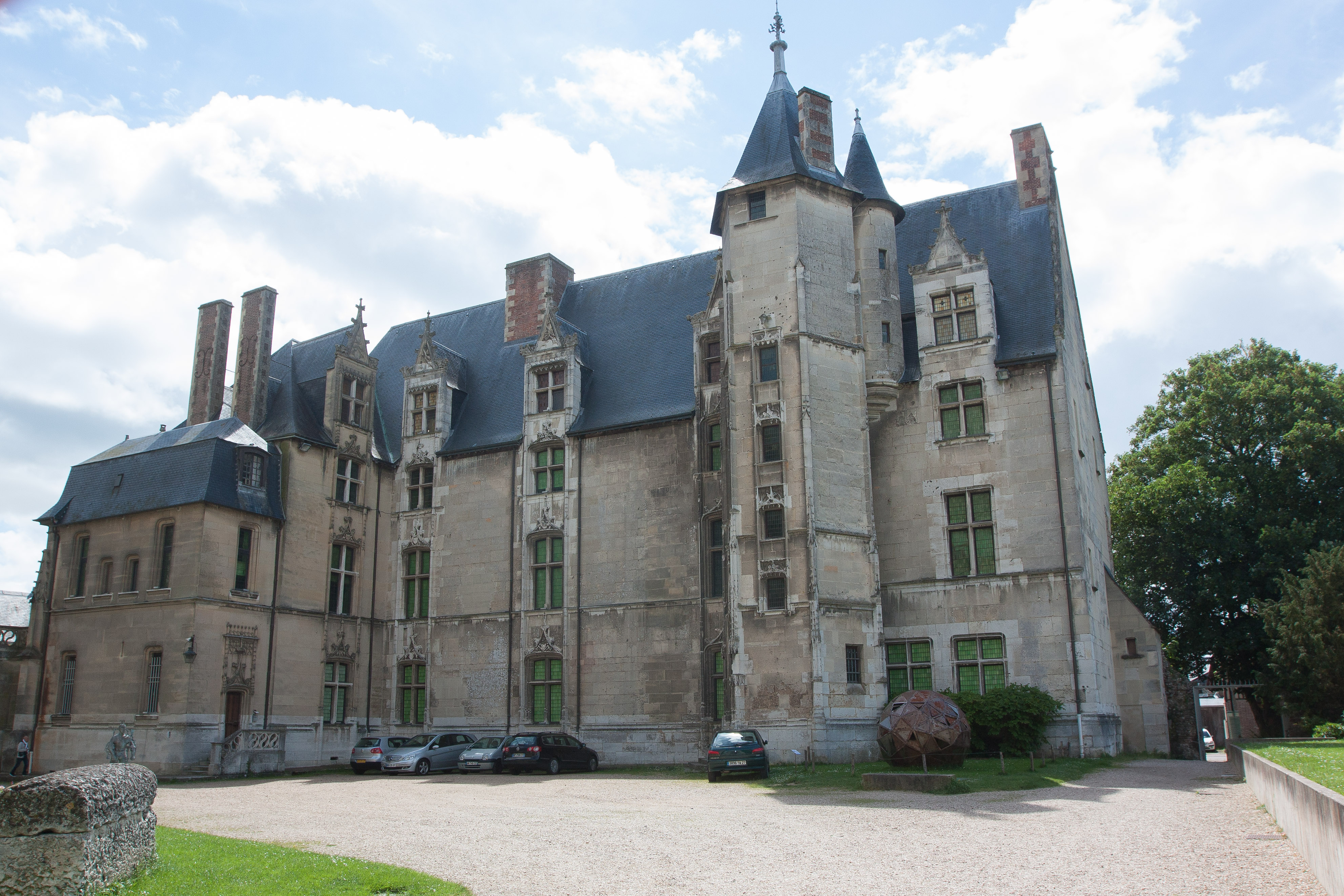
Palais épiscopal d'Évreux
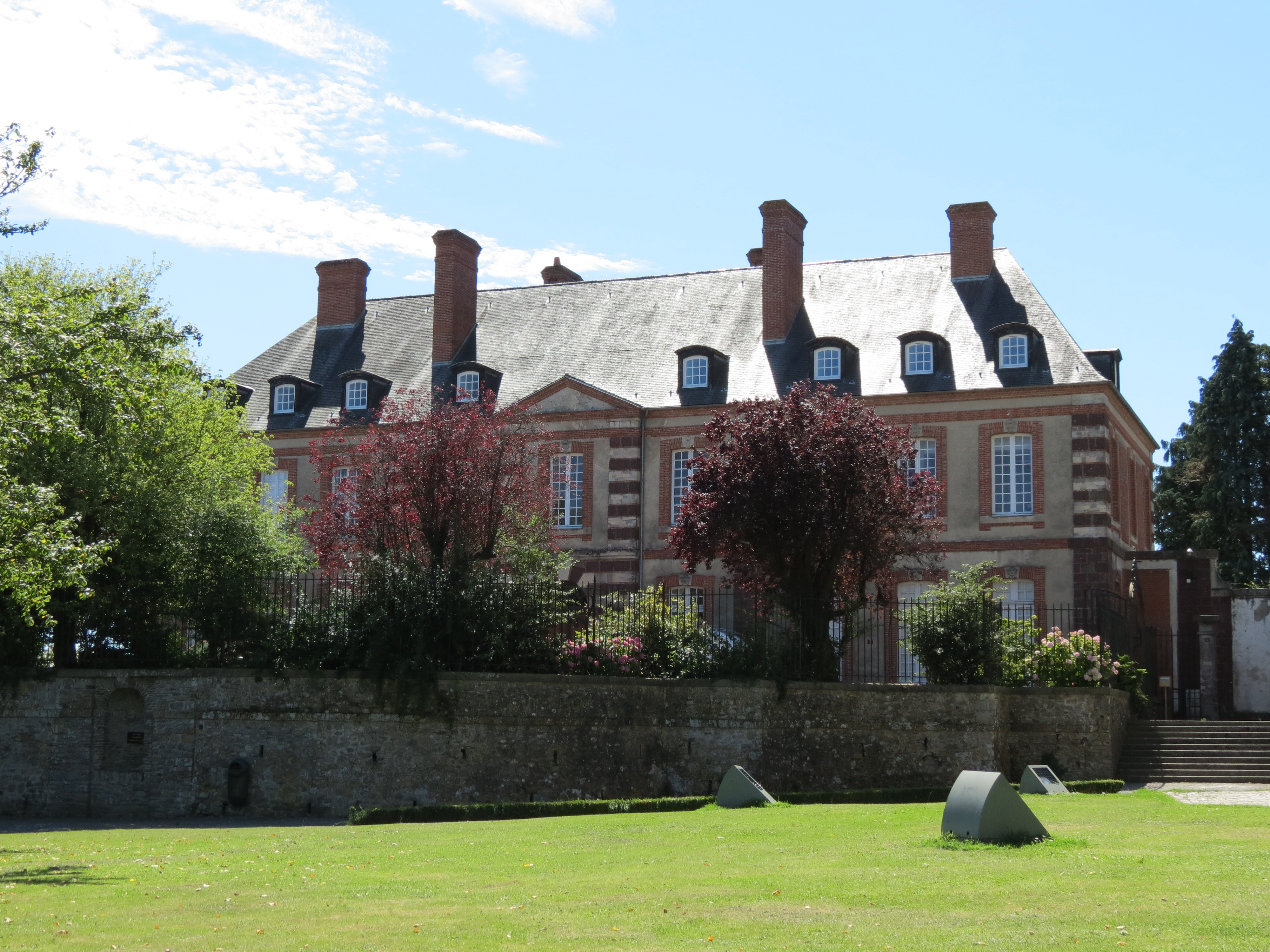
Palais épiscopal de Coutances
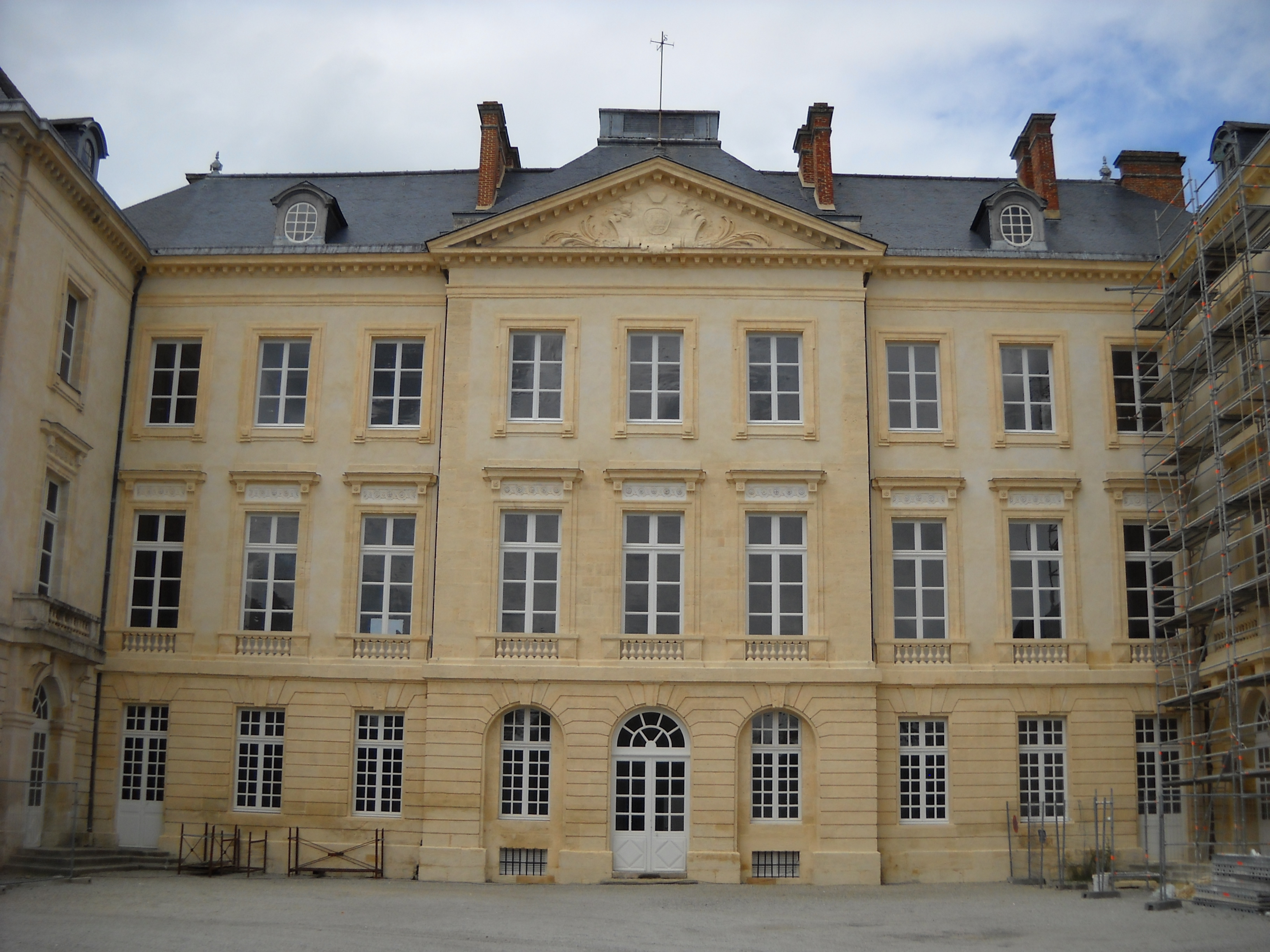
Palais épiscopal de Sées
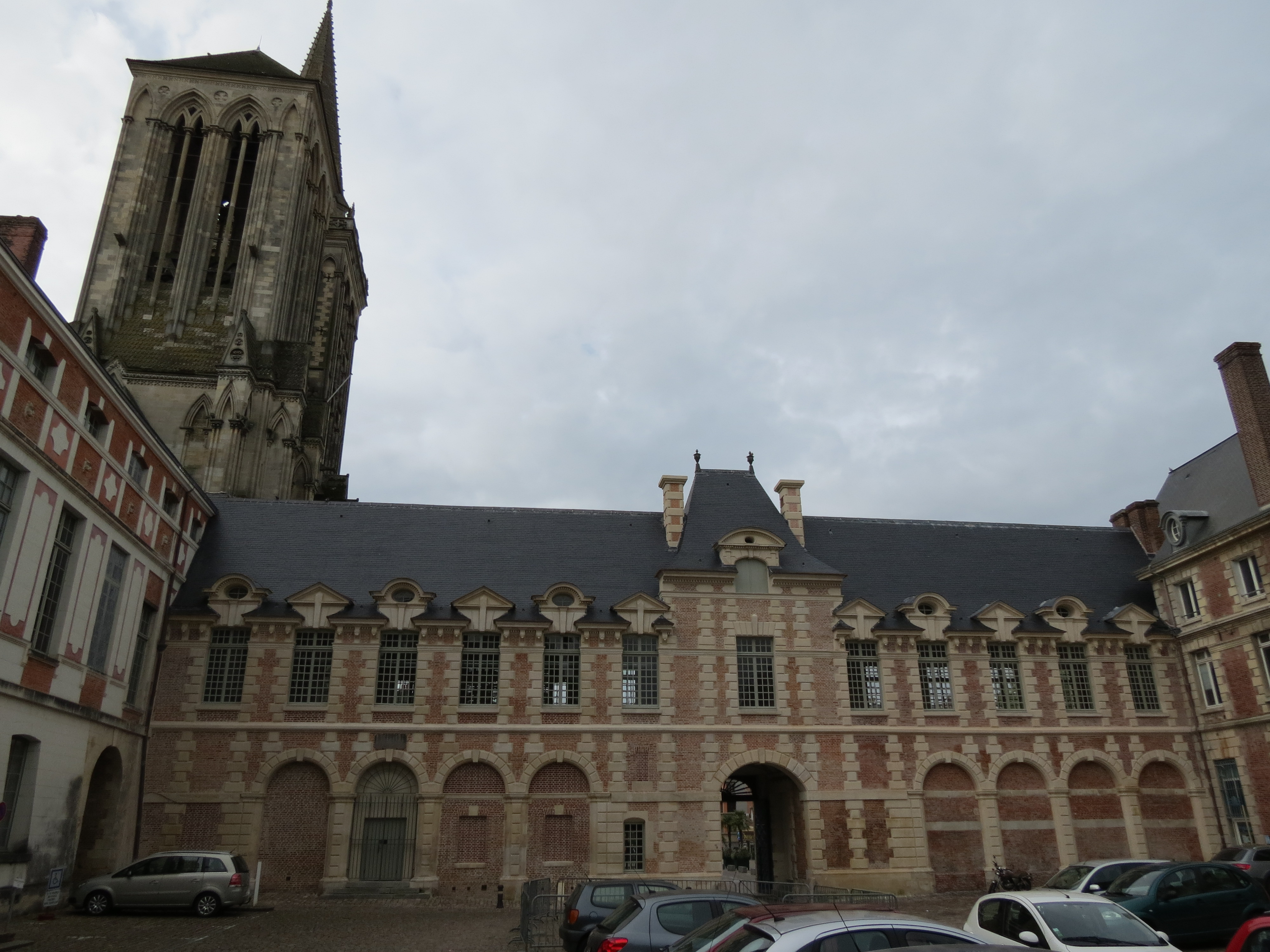
Palais épiscopal de Lisieux
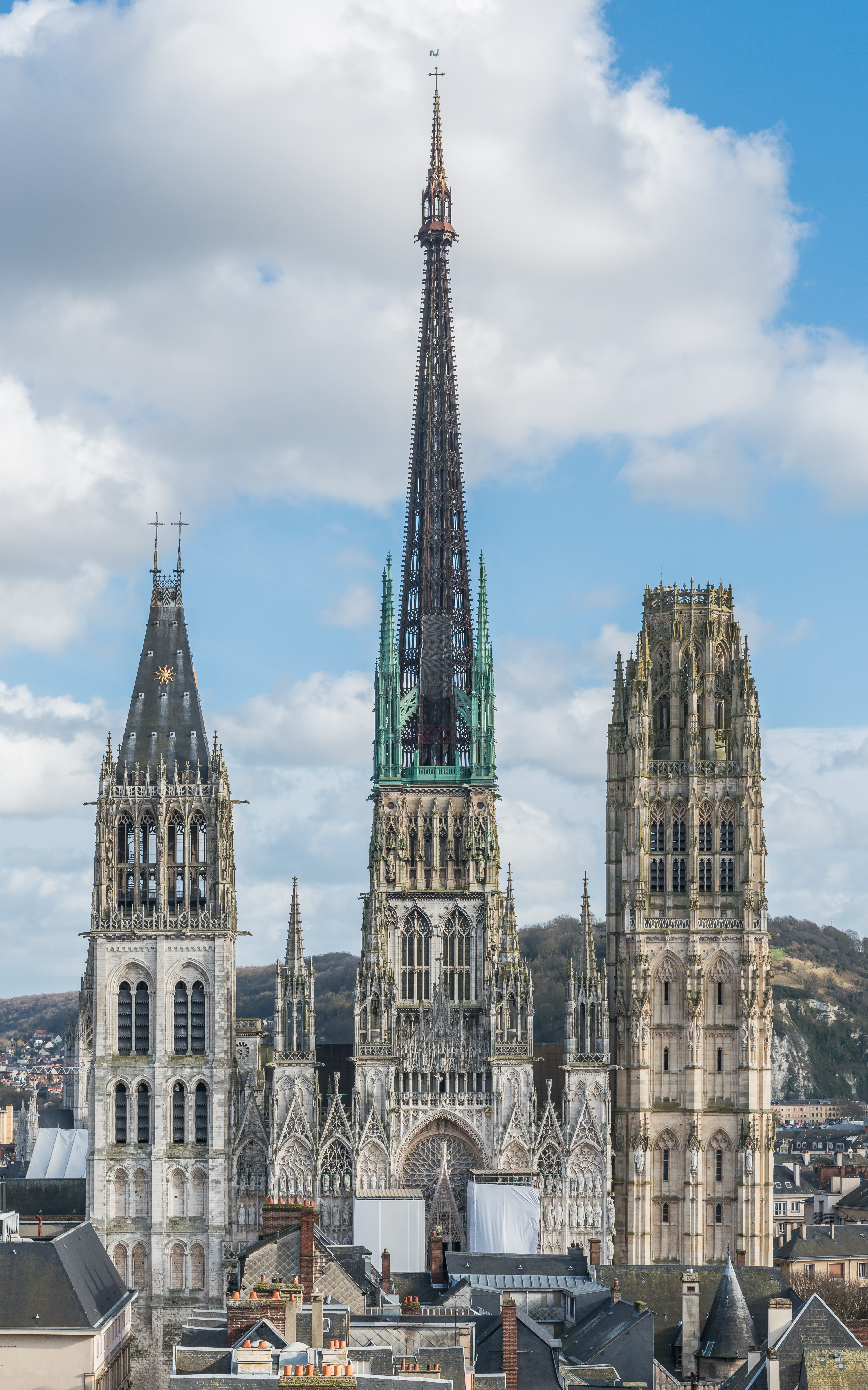
Cathédrale Notre-Dame de Rouen
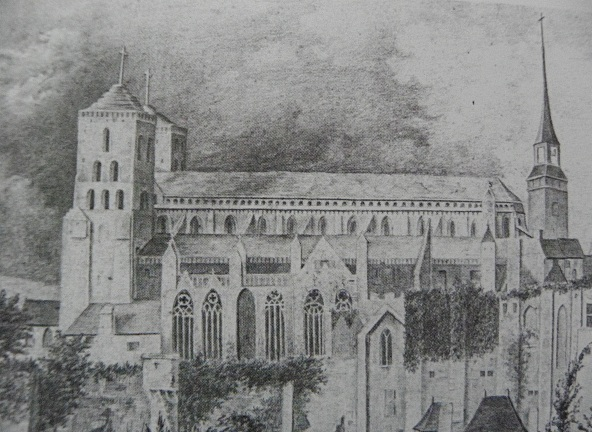
Cathédrale Saint-André d'Avranches (détruite)
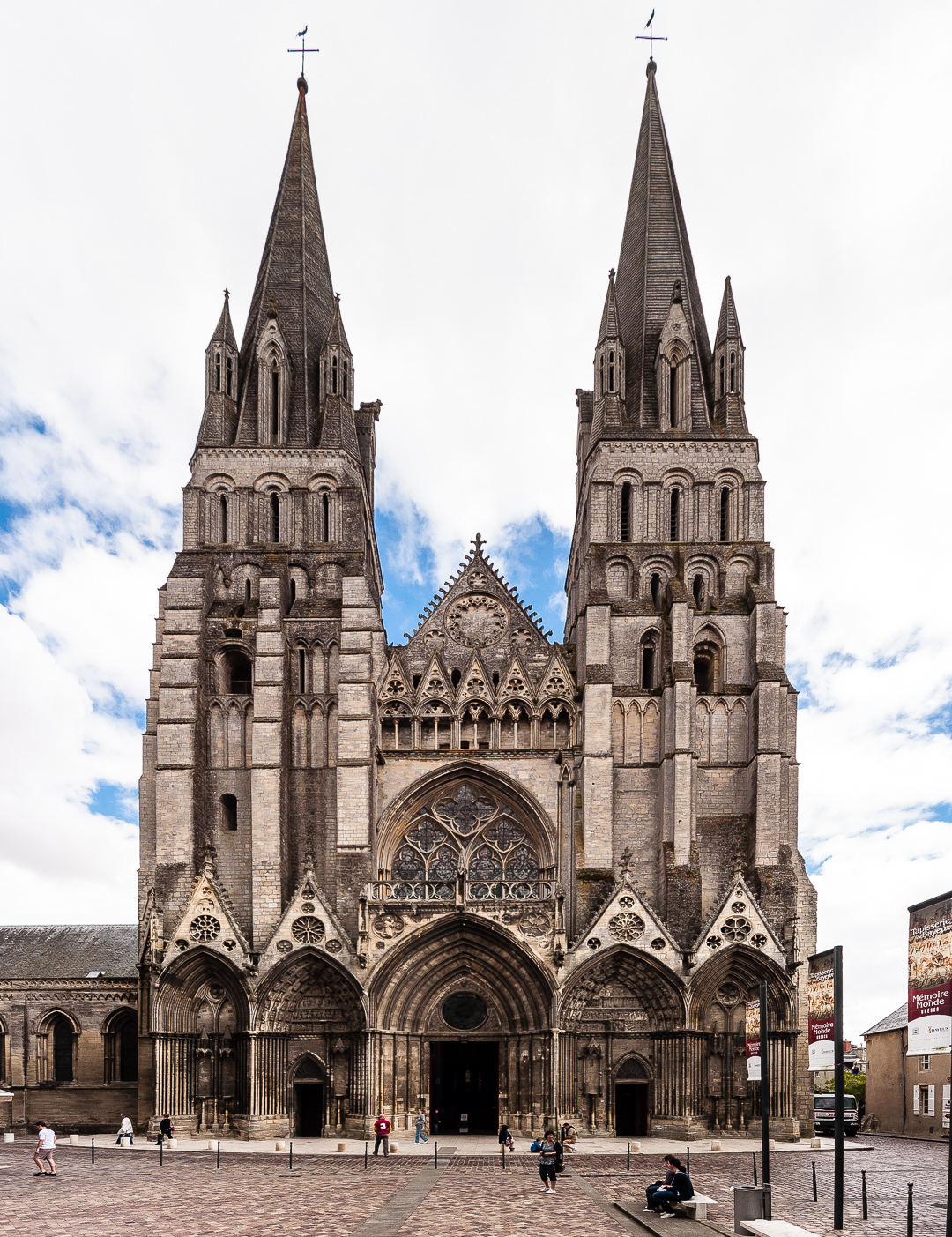
Cathédrale Notre-Dame de Bayeux
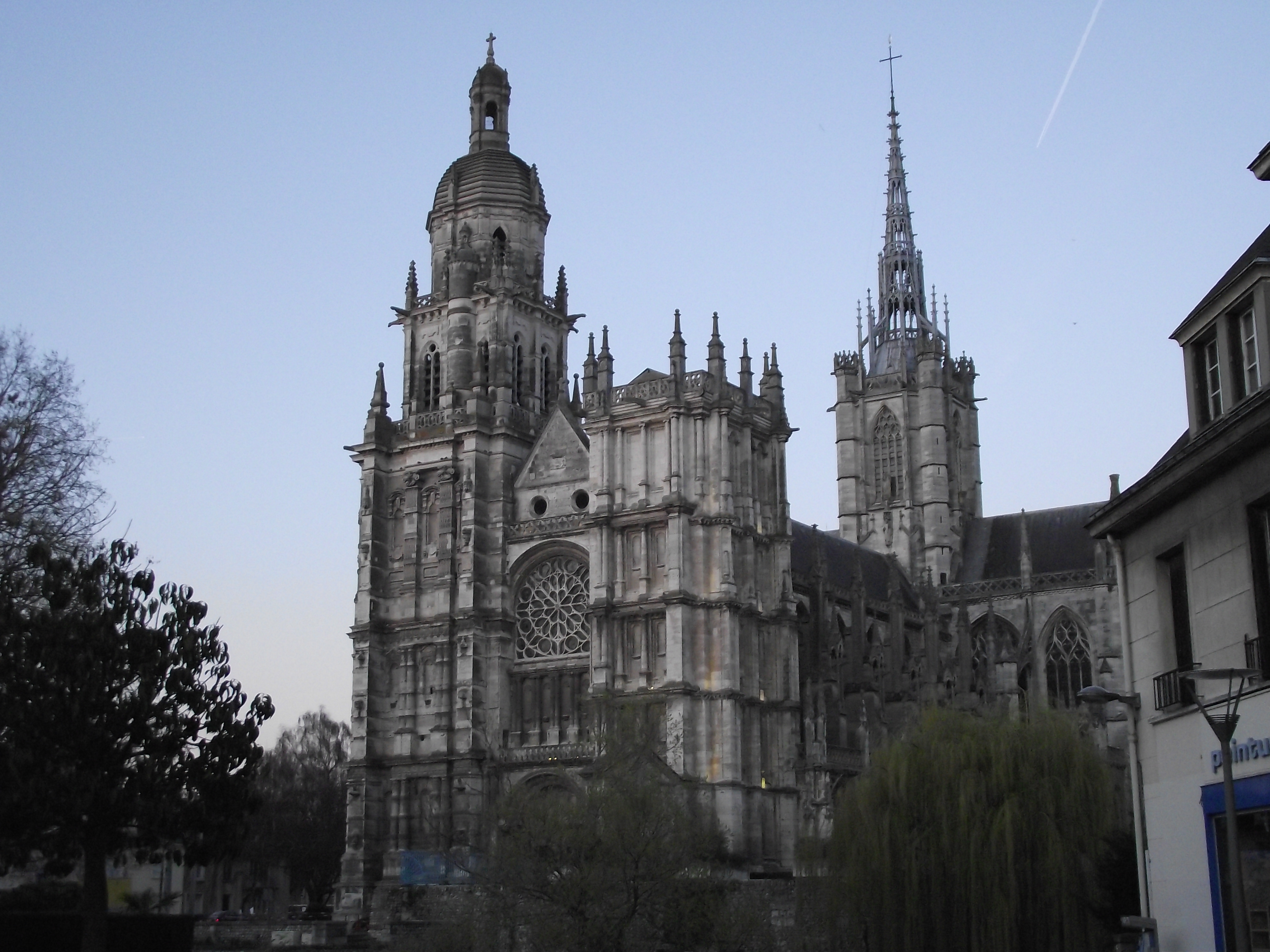
Cathédrale Notre-Dame d'Évreux
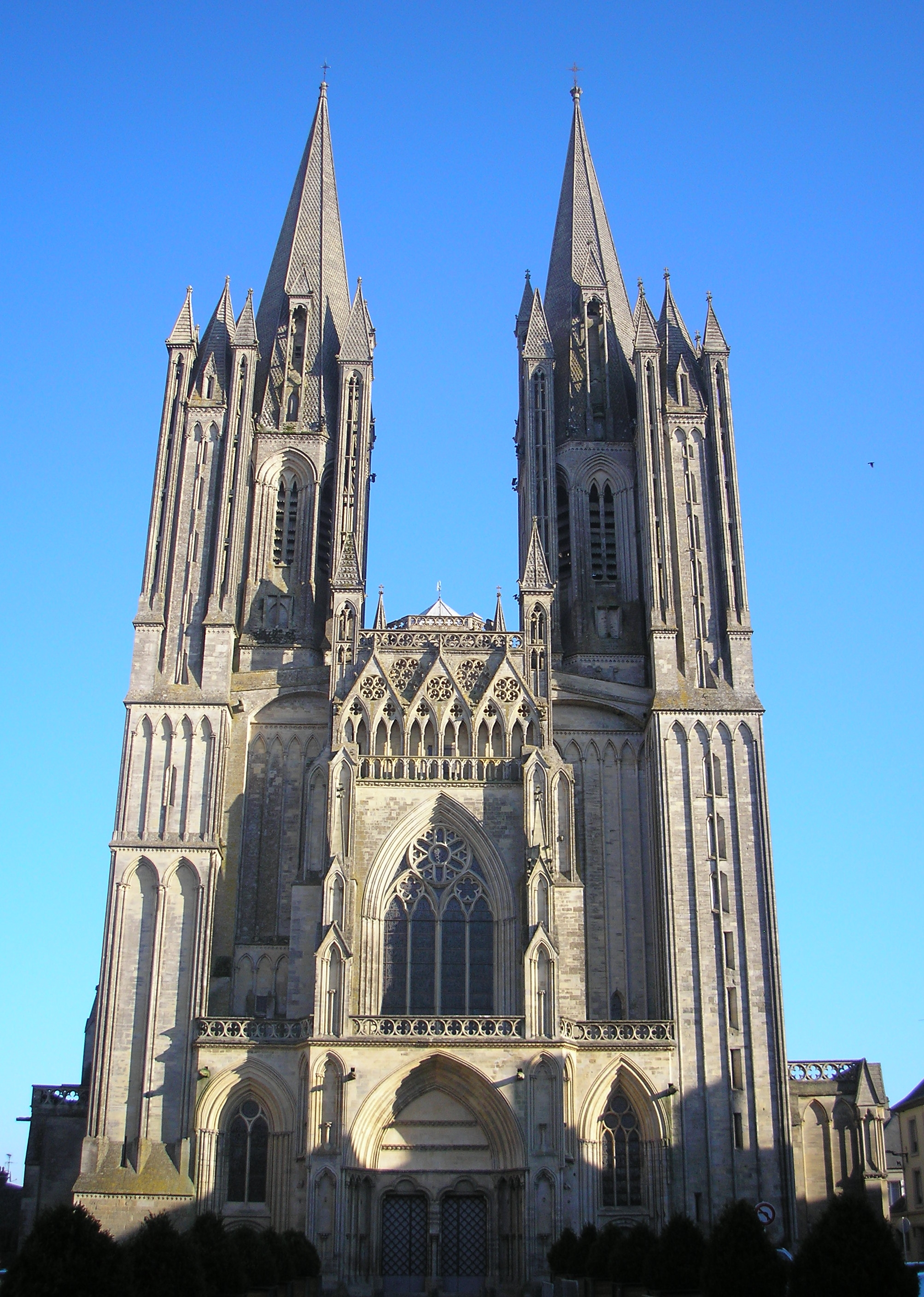
Cathédrale Notre-Dame de Coutances
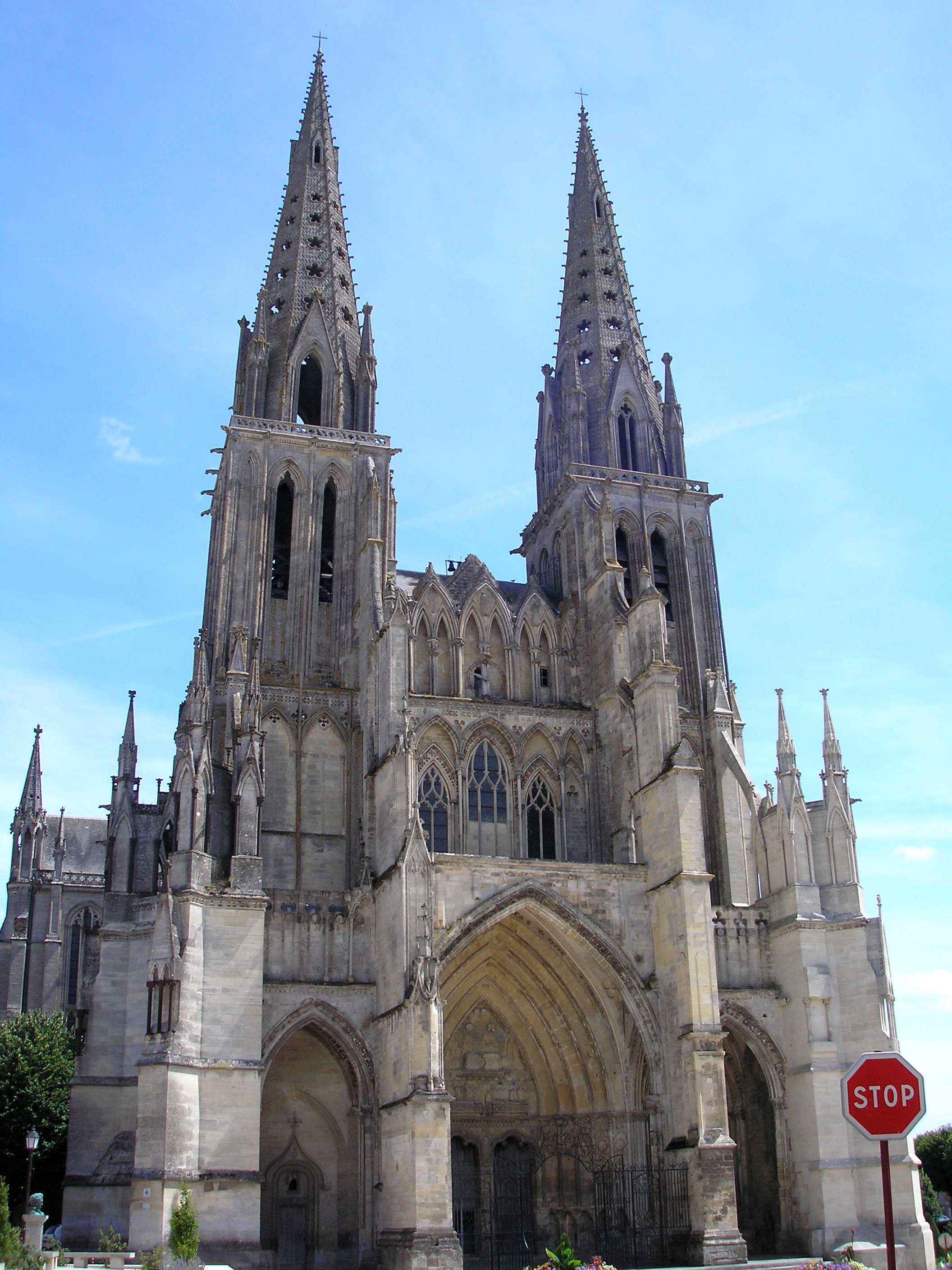
Cathédrale Notre-Dame de Sées
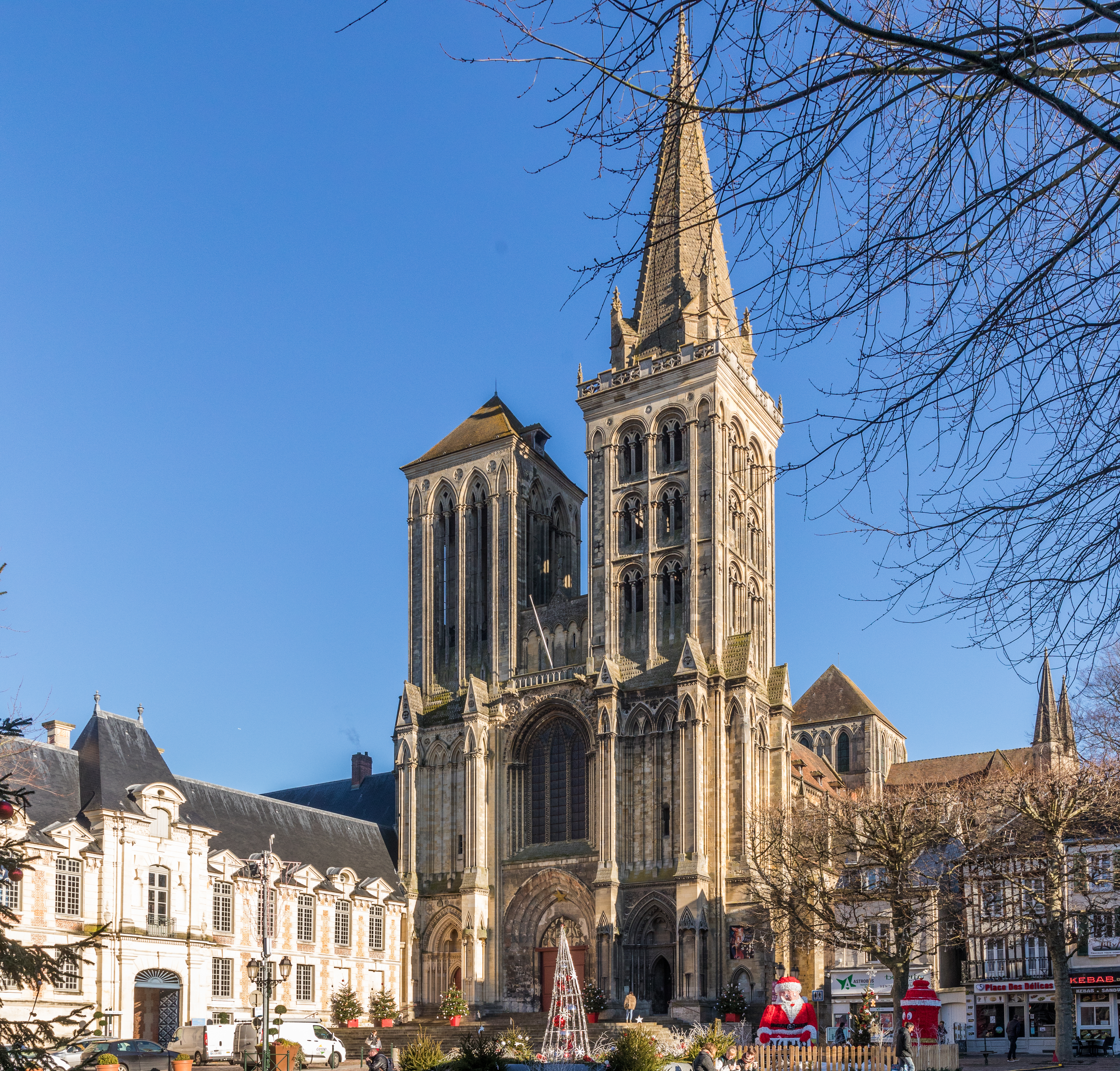
Cathédrale Saint-Pierre de Lisieux

## XXesiècle
La Province ecclésiastique de Rouen est aujourd'hui composée, par ordre de préséance, de :
- l'archidiocèse de Rouen, primatie de Normandie,
- le diocèse de Coutances et Avranches,
- le diocèse de Bayeux et Lisieux,
- le diocèse d'Évreux,
- le diocèse de Séez,
- le diocèse du Havre.